# Aloe grata
Aloe grata é uma espécie de liliopsida do gênero Aloe, pertencente à família Asphodelaceae.